# Барабанний магнітний сепаратор

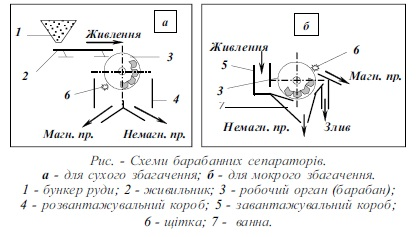

Барабанний магнітний сепаратор — найпоширеніші в практиці збагачення магнетитових руд і реґенерації феромагнітних обважнювачів при збагаченні у важких суспензіях.

## Конструкція і принцип дії
Барабани сепараторів виготовлені з немагнітного матеріалу, а багатополюсна відкрита магнітна система — із спеціальних магнітно-жорстких матеріалів (напр., сплав ЮНДК-24) або з електромагнітів. Напруженість магнітного поля у робочому зазорі коливається в межах 80-150 кА/м. Магнітна система фіксується у визначеному положенні і в процесі роботи сепаратора (при обертанні барабана) залишається нерухомою. У більшості сепараторів полюси магнітної системи чергуються у напрямку руху матеріалу в робочому зазорі. Сепаратори, у яких чергування полюсів зроблено у напрямку руху матеріалу (поздовж робочого зазору), називаються сепараторами з магнітним перемішуванням. Ефект магнітного перемішування матеріалу в робочому зазорі може бути також досягнутий в пульсуючому полі, що створюється електромагнітними системами. У сепараторів без магнітного перемішування застосовується електромагнітна система з полюсами у вигляді сталевих секторів, полярність яких чергується поздовж осі барабану. Між полюсами розміщуються котушки обмоток, на які подається постійний струм.
За своїм призначенням барабанні сепаратори зі слабким полем ділять на сепаратори для сухого збагачення грудкового матеріалу крупністю до 50 мм, відцентрові (швидкісні) сепаратори для сухого збагачення дрібних продуктів крупністю до 3 мм, сепаратори для мокрого збагачення дрібних продуктів крупністю до 5-6 мм і сепаратори для реґенерації феромагнітних обважнювачів крупністю до 1 мм. 
Вихідне живлення в робочу зону сепараторів 3 для сухого збагачення подається переважно механічними живильниками 2, для мокрого — через завантажувальний короб 5. В сепаратори для сухого збагачення живлення подається на барабан, а в сепаратори для мокрого збагачення — під барабан. В робочій зоні магнітні частинки притягуються до барабана і виносяться ним з сепаратора у збірник для концентрату. Немагнітні частинки розвантажуються під дією власної ваги у збірник для відходів. Для збору і розвантаження продуктів сепарації при сухому збагаченні служить короб 4 з розподільчими шиберами, а при мокрому — ванна 7. Магнітний продукт з барабанів знімається щіткою 6 або шкребком.

## Окремі різновиди магнітних сепараторів
- Електромагнітний сепаратор ПБСЦ-63/50
- Електромагнітні барабанні сепаратори ЕБМ

## Технічні характеристики барабанних сепараторів
Технічні характеристики барабанних сепараторів для сухого і мокрого збагачення сильномагнітних руд і реґенерації феромагнітних суспензій
